# جيم برايس (لاعب كرة قدم أمريكية)
جيم برايس (بالإنجليزية: Jim Price)‏ هو لاعب كرة قدم أمريكية أمريكي، ولد في 17 سبتمبر 1940 في نيتليتون في الولايات المتحدة، وتوفي في 10 أغسطس 2012.

## وصلات خارجية
- جيم برايس على موقع مرجع كرة القدم المحترفة.كوم (الإنجليزية)